# Propiska
La propiska (en russe : прописка) était un « permis obligatoire de résidence » utilisé depuis l'époque des tsars jusqu'à la chute de l'URSS. 
Cette institution a été complètement abrogée en Russie en 1993. Dans la réalité, l'obligation de s'enregistrer au poste de police local est toujours maintenue, surtout à Moscou. Le successeur de la propiska est le passeport de citoyen russe, à ne pas confondre avec le passeport russe.

## Fonctionnement
Les titulaires de la propiska (propissany) obligeaient tout citoyen à justifier son déplacement (voyage d'affaires, vacances, déménagement) et indiquer son lieu de résidence permanent ou temporaire à la police dans les trois jours.
À Moscou, la loi municipale n'autorisait l'enregistrement des « étrangers » dans la capitale que dans une série de cas limités. Le lieu de résidence ne dépendait pas des préférences individuelles mais de raisons définies arbitrairement par les pouvoirs publics : achat d'un appartement, emploi de prestige, logement par la famille. Le propissany pouvait dès lors faire enregistrer ses « proches » : son conjoint, ses enfants mineurs et ses parents inaptes au travail. La seule condition était que le logement réponde aux normes de surface par habitant. De plus, la mairie percevait une « taxe »..
La propiska permettait au citoyen qui en était détenteur de pouvoir par exemple se marier dans la ville où il résidait, d'y passer son permis de conduire ou d'y obtenir un passeport pour voyager. La non présentation de ce document pouvait permettre aux autorités d'un aéroport de refuser l'embarquement de la personne ou à un hôtel de refuser de lui louer une chambre. Outre les actes civiques les plus ordinaires, le propissany avait accès à l'enseignement public et aux services médicaux gratuits ou subventionnés.